# Arawana arizonica
Arawana arizonica är en skalbaggsart som först beskrevs av Thomas Casey 1899.  Arawana arizonica ingår i släktet Arawana och familjen nyckelpigor. Inga underarter finns listade i Catalogue of Life.